# 黑毛黄耆
黑毛黄耆（学名：Astragalus pullus）为豆科黄芪属的植物，为中国的特有植物。分布在中国大陆的云南、四川等地，生长于海拔3,000米至3,700米的地区，一般生于高山坡草地上，目前尚未由人工引种栽培。

## 异名
- Astragalus pullus Simps. var. pubifolius Ni et P. C. Li